# Augustinska vägar och platser i centrala Maghreb
Augustinska vägar och platser i centrala Maghreb är ett av Algeriets tentativa världsarv. Detta är tänkt att bestå av ett urval av platser men också vägar kopplade till filosofen, teologen, retorikern och kyrkofadern Augustinus. Följande historiska platser/fornminnen är tänkta att ingå i världsarvet.:
- Calama (Guelma)
- Hippone eller Hippo (Annaba)
- Thibilis (Announa)
- Thubursicu Numidarum(Khamissa)
- Madauros eller Madaure (M'daourouch)
- Thagaste (Souk Ahras)
- Castellum Tidditanorum (Tiddis)
- Thagura (Taoura)
- Milev (Mila)
- Sitifis (Setif)
- Cesarea eller Caesarea (Cherchel)
- Cartenae(Ténes)
- Theveste (Tébessa)
- Tubunae (Tobna)